# 桃園市中壢區中原國民小學
中原國小為位於台灣桃園市中壢區的公立小學，最初1998年開始籌設時規劃為普仁國民小學之分校，後改為獨立建校，並於2001年開始招生。

## 校訓
健康，活力，優質，創新。

## 歷史
1998年6月26日由李信宏擔任「中原分校」分校主任，負責先期規劃作業，2000年7月7日改設為「中原國小籌備處」，由鄧振添擔籌備主任。「中原國民小學」於2001年8月正式成立並開始招生，並由鄧振添擔任首任校長。
2009年7月，由趙屏生接任第二任校長，2012年7月31日，張明侃接任第三任校長，2020年8月1日，黃木姻接任第四任校長。
在2001年學校成立時，即以「樂馬中原、滿音滿校園」為主題發展直笛特色。2009年也曾成為額滿學校。
2023年榮獲教育部教學卓越金質獎。

## 學校設施
由於學校位於中原大學商圈內，緊鄰中原夜市，校地在學校興建前即為中原夜市周邊僅有的停車空間，因此在規劃興建學校時，利用操場地下空間興建對外開放之地下停車場，做為中原夜市之停車空間。